# اچ‌ام‌اس ونریبل (۱۸۹۹)
اچ‌ام‌اس ونریبل (۱۸۹۹) (به انگلیسی: HMS Venerable (1899)) یک کشتی بود که طول آن ۱۳۱ متر (۴۳۰ فوت) بود. این کشتی در سال ۱۸۹۹ ساخته شد.